# Glypta breviterebra
Glypta breviterebra är en stekelart som beskrevs av Setsuya Momoi 1963. Glypta breviterebra ingår i släktet Glypta och familjen brokparasitsteklar. Inga underarter finns listade i Catalogue of Life.